# Lente acustica
La lente acustica è un dispositivo utilizzato per concentrare l'energia sonora in un punto specifico nello spazio. Funziona in modo simile a una lente ottica, ma invece di concentrare la luce, concentra le onde sonore.

## Descrizione
Una lente acustica è composta da un insieme di elementi che alterano la velocità del suono, ad esempio attraverso la variazione dello spessore o della forma. Questi elementi possono essere realizzati utilizzando materiali acusticamente trasparenti come la plastica o il metallo.
Quando le onde sonore passano attraverso la lente acustica, vengono deflesse e concentrate verso un punto focale, in modo simile all'effetto di una lente ottica che concentra la luce nel punto focale. La forma e le proprietà della lente acustica determinano le caratteristiche del punto focale, come la sua posizione e la sua dimensione.
Le lenti acustiche possono essere utilizzate in diverse applicazioni. Ad esempio, possono essere impiegate nell'ambito della medicina per concentrare l'energia sonora nei trattamenti di Litotrissia (frammentazione dei calcoli renali). Possono inoltre essere utilizzate per migliorare la qualità acustica in ambienti esterni o per ridurre il rumore ambientale in aree urbane.